# Serie A1 2018-2019 (pallanuoto maschile)
La Serie A1 2018-2019 è stata la 100ª edizione della massima serie del campionato italiano maschile di pallanuoto. La stagione regolare è iniziata il 13 ottobre 2018 e si è conclusa il 18 maggio 2019; per il quarto anno consecutivo i play-off saranno articolati con la formula della Final Six che si sono disputate presso il Polo Natatorio "Bruno Bianchi" di Trieste, dal 23 al 26 maggio.
Le squadre neopromosse sono la Roma Nuoto ed il Quinto.

## Squadre partecipanti
| Club              | Città              | Piscina                                         | Stagione 2017-2018                                                         |
| ----------------- | ------------------ | ----------------------------------------------- | -------------------------------------------------------------------------- |
| AN Brescia        | Brescia            | Centro Natatorio Mompiano                       | 2ª in Serie A1                                                             |
| Bogliasco         | Bogliasco (GE)     | Stadio del Nuoto Gianni Vassallo                | 11ª in Serie A1, salvo dopo i Play-out                                     |
| Canottieri Napoli | Napoli             | Piscina Circolo Canottieri Napoli               | 6ª in Serie A1                                                             |
| Catania           | Catania            | Piscina Comunale "F. Scuderi"                   | 9ª in Serie A1                                                             |
| Florentia         | Firenze            | Piscina Goffredo Nannini                        | 7ª in Serie A1                                                             |
| Lazio             | Roma               | Stadio Olimpico del Nuoto                       | 10ª in Serie A1, salva dopo i Play-out                                     |
| Ortigia           | Siracusa           | Piscina Paolo Caldarella                        | 4ª in Serie A1                                                             |
| Posillipo         | Napoli             | Piscina "Alba Oriens" (Casoria)                 | 8ª in Serie A1                                                             |
| Pro Recco         | Recco (GE)         | Piscina Comunale (Sori)                         | 1ª in Serie A1; campione d'Italia in carica; vincitrice della Coppa Italia |
| Quinto            | Genova             | Stadio del Nuoto di Albaro                      | 1ª nel girone Nord Serie A2, promossa dopo i Play-off                      |
| Roma Nuoto        | Roma               | Foro Italico - Piscina dei "Mosaici"            | 1ª nel girone Sud Serie A2, promossa dopo i Play-off                       |
| Savona            | Savona             | Piscina Carlo Zanelli                           | 5ª in Serie A1                                                             |
| Sport Management  | Busto Arsizio (VA) | Piscine Manara                                  | 3ª in Serie A1                                                             |
| Trieste           | Trieste            | Polo Natatorio Città di Trieste "Bruno Bianchi" | 12ª in Serie A1, salva dopo i Play-out                                     |

## Allenatori
| Club              | Allenatore            |
| ----------------- | --------------------- |
| AN Brescia        | Alessandro Bovo       |
| Bogliasco         | Daniele Magalotti     |
| Canottieri Napoli | Paolo Zizza           |
| Catania           | Giuseppe Dato         |
| Florentia         | Roberto Tofani        |
| Lazio             | Claudio Sebastianutti |
| Ortigia           | Stefano Piccardo      |
| Posillipo         | Roberto Brancaccio    |
| Pro Recco         | Ratko Rudić           |
| Quinto            | Gabriele Luccianti    |
| Roma Nuoto        | Roberto Gatto         |
| Savona            | Alberto Angelini      |
| Sport Management  | Marco Baldineti       |
| Trieste           | Daniele Bettini       |

## Regular season

### Classifica
|  | Pos. | Squadra           | Pt | G  | V  | N | P  | GF  | GS  | DR   |
|  | ---- | ----------------- | -- | -- | -- | - | -- | --- | --- | ---- |
|  | 1.   | AN Brescia        | 75 | 26 | 25 | 0 | 1  | 347 | 156 | +191 |
|  | 2.   | Pro Recco         | 72 | 26 | 24 | 0 | 2  | 399 | 135 | +264 |
|  | 3.   | Sport Management  | 66 | 26 | 22 | 0 | 4  | 338 | 185 | +153 |
|  | 4.   | Posillipo         | 43 | 26 | 13 | 4 | 9  | 232 | 214 | +18  |
|  | 5.   | Ortigia           | 35 | 26 | 11 | 2 | 13 | 212 | 246 | -34  |
|  | 6.   | Roma Nuoto        | 34 | 26 | 11 | 1 | 14 | 210 | 231 | -21  |
|  | 7.   | Florentia         | 31 | 26 | 10 | 1 | 15 | 212 | 260 | -48  |
|  | 8.   | Quinto            | 31 | 26 | 10 | 1 | 15 | 196 | 256 | -60  |
|  | 9.   | Savona            | 31 | 26 | 9  | 4 | 13 | 154 | 225 | -71  |
|  | 10.  | Lazio             | 31 | 26 | 10 | 1 | 15 | 191 | 279 | -88  |
|  | 11.  | Canottieri Napoli | 29 | 26 | 9  | 2 | 15 | 207 | 264 | -57  |
|  | 12.  | Trieste           | 27 | 26 | 9  | 0 | 17 | 217 | 291 | -74  |
|  | 13.  | Catania           | 16 | 26 | 5  | 1 | 19 | 191 | 287 | -90  |
|  | 14.  | Bogliasco         | 16 | 26 | 5  | 1 | 20 | 194 | 276 | -82  |

### Calendario e risultati
| 13/17-10-18 | 1ª giornata             | 19-01-19 |
| 7-5         | Savona - Florentia      | 3-9      |
| 5-15        | Roma - Sport Management | 8-9      |
| 7-5         | Posillipo - Catania     | 13-8     |
| 4-13        | Bogliasco - Pro Recco   | 3-16     |
| 7-6         | Quinto - Trieste        | 9-10     |
| 14-7        | Ortigia - Lazio         | 8-9      |
| 16-3        | AN Brescia - CC Napoli  | 13-4     |

| 03/05/07-11-18 | 4ª giornata                   | 09-02-19 |
| 9-8            | CC Napoli - Bogliasco         | 10-12    |
| 8-7            | Trieste - Roma                | 6-15     |
| 22-3           | Pro Recco - Catania           | 17-8     |
| 7-10           | Sport Management - AN Brescia | 3-8      |
| 6-7            | Florentia - Quinto            | 8-9      |
| 7-14           | Lazio - Posillipo             | 6-8      |
| 9-10           | Savona - Ortigia              | 4-3      |

| 24-11-18 | 7ª giornata                | 02-03-19 |
| 5-20     | Trieste - Sport Management | 6-18     |
| 16-1     | Pro Recco - Lazio          | 22-6     |
| 9-10     | Roma - Florentia           | 9-8      |
| 7-7      | Posillipo - Savona         | 7-9      |
| 5-15     | Bogliasco - AN Brescia     | 6-10     |
| 11-8     | Catania - CC Napoli        | 7-8      |
| 9-11     | Quinto - Ortigia           | 7-8      |

| 15-12-18 | 10ª giornata                 | 13/17-04-19 |
| 14-9     | CC Napoli - Lazio            | 11-7        |
| 3-14     | Savona - Pro Recco           | 5-18        |
| 12-4     | Sport Management - Bogliasco | 13-9        |
| 13-9     | Florentia - Trieste          | 10-12       |
| 9-7      | Quinto - Posillipo           | 8-13        |
| 9-4      | Ortigia - Roma               | 7-12        |
| 13-6     | AN Brescia - Catania         | 22-1        |

| 12-01-19 | 13ª giornata                 | 18-05-19 |
| 7-7      | CC Napoli - Savona           | 7-9      |
| 13-14    | Trieste - Ortigia            | 10-7     |
| 14-5     | Pro Recco - Quinto           | 16-1     |
| 3-6      | Roma - Posillipo             | 13-9     |
| 11-7     | Sport Management - Florentia | 17-8     |
| 7-17     | Lazio - AN Brescia           | 7-17     |
| 15-9     | Catania - Bogliasco          | 11-17    |

| 20-10-18 | 2ª giornata               | 26-01-19 |
| 10-5     | CC Napoli - Ortigia       | 7-10     |
| 15-9     | Trieste - Bogliasco       | 8-9      |
| 0-5      | Pro Recco - Posillipo     | 15-6     |
| 16-6     | Sport Management - Savona | 12-8     |
| 4-12     | Florentia - AN Brescia    | 7-15     |
| 11-10    | Lazio - Quinto            | 11-8     |
| 3-6      | Catania - Roma            | 9-15     |

| 10-11-18 | 5ª giornata                  | 16-02-19 |
| 7-6      | Pro Recco - Sport Management | 12-8     |
| 10-7     | Roma - Lazio                 | 6-7      |
| 8-7      | Posillipo - CC Napoli        | 12-12    |
| 8-11     | Bogliasco - Florentia        | 9-12     |
| 11-12    | Catania - Trieste            | 4-8      |
| 7-8      | Quinto - Savona              | 7-7      |
| 3-12     | Ortigia - AN Brescia         | 9-14     |

| 01-12-19 | 8ª giornata               | 16/19/20-03-19 |
| 6-17     | CC Napoli - Pro Recco     | 3-19           |
| 5-9      | Savona - Roma             | 5-5            |
| 18-6     | Sport Management - Quinto | 14-6           |
| 11-5     | Florentia - Catania       | 7-9            |
| 11-10    | Lazio - Trieste           | 5-9            |
| 12-7     | Ortigia - Bogliasco       | 11-8           |
| 10-5     | AN Brescia - Posillipo    | 13-8           |

| 22-12-18 | 11ª giornata                 | 27-04-19 |
| 4-8      | CC Napoli - Sport Management | 7-20     |
| 5-4      | Trieste - Savona             | 6-7      |
| 12-11    | Pro Recco - AN Brescia       | 8-9      |
| 11-13    | Roma - Quinto                | 7-6      |
| 11-6     | Posillipo - Bogliasco        | 13-7     |
| 11-7     | Lazio - Florentia            | 7-8      |
| 11-11    | Catania - Ortigia            | 10-11    |

| 27-10-18 | 3ª giornata                | 02-02-19 |
| 7-18     | Roma - Pro Recco           | 4-14     |
| 13-7     | Posillipo - Trieste        | 12-9     |
| 8-8      | Bogliasco - Lazio          | 5-6      |
| 7-12     | Catania - Sport Management | 3-13     |
| 8-7      | Quinto - CC Napoli         | 6-8      |
| 5-6      | Ortigia - Florentia        | 11-9     |
| 14-2     | AN Brescia - Savona        | 17-5     |

| 17-11-18 | 6ª giornata                | 23-02-19 |
| 8-11     | CC Napoli - Roma           | 8-10     |
| 2-15     | Trieste - Pro Recco        | 8-26     |
| 8-6      | Savona - Bogliasco         | 7-6      |
| 14-8     | Sport Management - Ortigia | 10-9     |
| 9-7      | Florentia - Posillipo      | 7-7      |
| 7-6      | Lazio - Catania            | 7-8      |
| 13-6     | AN Brescia - Quinto        | 12-6     |

| 08-12-18 | 9ª giornata              | 23-03-19 |
| 9-10     | Trieste - CC Napoli      | 7-8      |
| 20-6     | Pro Recco - Florentia    | 18-9     |
| 7-13     | Roma - AN Brescia        | 8-14     |
| 5-5      | Posillipo - Ortigia      | 9-5      |
| 9-11     | Bogliasco - Quinto       | 6-8      |
| 8-15     | Lazio - Sport Management | 4-20     |
| 9-3      | Catania - Savona         | 6-8      |

| 05-01-19 | 12ª giornata                 | 11-05-19 |
| 4-8      | Savona - Lazio               | 4-5      |
| 12-13    | Posillipo - Sport Management | 8-14     |
| 10-9     | Florentia - CC Napoli        | 5-12     |
| 9-5      | Bogliasco - Roma             | 5-4      |
| 11-9     | Quinto - Catania             | 9-6      |
| 5-11     | Ortigia - Pro Recco          | 1-19     |
| 16-10    | AN Brescia - Trieste         | 11-7     |

-

## Play-off

### Quarti di finale
| Arbitri: | Massimo Savarese Riccardo Carmignani |

|                                                             |           |                                                       |
| Alesiani: 6 Dolce, Bruni, Mirarchi: 2 Fondelli, Casasola: 1 | Marcatori | 2: Spione 1: Faraglia, Camilleri, Pasković, Innocenzi |

| Arbitri: | Dragan Stampalija Luca Bianco |

|                                                                                      |           |                                            |
| Marziali: 3 M. Di Martire: 2 Kopeliadis, Mattiello, G. Di Martire, Rossi, Saccoia: 1 | Marcatori | 3: Farmer 2: Jelača 1: Español, Napolitano |

### Semifinali
| Arbitri: | Attilio Paoletti Marco Ercoli |

|                                                                                  |           |                                            |
| Nora: 2 C. Presciutti, Figlioli, Gallo, Rizzo, Muslim, N. Presciutti, Bertoli: 1 | Marcatori | 3: Manzi 2: Saccoia 1: Mattiello, Marziali |

| Arbitri: | Arnaldo Petronilli Giovanni Lo Dico |

|                                                                                               |           |                               |
| Echenique: 3 Di Fulvio, Bukić, Molina, Velotto, Aicardi, Figari, Filipović, Renzuto Iodice: 1 | Marcatori | 1: Fondelli, Drašović, Luongo |

### Finale 3º posto
| Arbitri: | Dragan Stampalija Daniele Bianco |

|                                                                                |           |                                                                             |
| G. Di Martire, Marziali: 2 Kopeliadis, M. Di Martire, Rossi, Manzi, Saccoia: 1 | Marcatori | 2: Drašović, Bruni, Mirarchi 1: Dolce, Alesiani, Fondelli, Di Somma, Luongo |

### Finalissima
| Arbitri: | Alessandro Severo Massimo Gomez |

|                                                                          |           |                                                                |
| C. Presciutti, Figlioli, Gallo: 2 Rizzo, Nora, N. Presciutti, Janović: 1 | Marcatori | 3: Ivović 2: Di Fulvio, Echenique, Filipović 1: Bukić, Velotto |

## Verdetti
- Pro Recco Campione d'Italia.
- Bogliasco e  Catania retrocesse in Serie A2.